# Beractanto
Beractanto é um fármaco utilizado pela medicina como tensoativo pulmonar, melhorando a oxigenação em recém-nascidos.